# José Castro Lozada
Pour les articles homonymes, voir Lozada.
José Castro Lozada est un ancien arbitre vénézuélien de football.

## Carrière
Il a officié dans une compétition majeure  : 
- JO 1980 (1 match arbitré)